# エンジュ
エンジュ（槐、学名: Styphnolobium japonicum）はマメ亜科エンジュ属の落葉高木。中国原産。日本には古くに渡来し、花蕾や莢は生薬にして役立てられた。

## 特徴
中国原産で、古くから台湾、日本（北海道から九州）、韓国などで植栽されている。日本へは8世紀には渡来していたとみられ、和名は古名えにすの転化したもの。別名でニガキとよばれることもある。中国植物名は槐、または槐樹（かいじゅ）である。街路樹によく使われ、公園や学校などの庭木としても植えられる。
マメ科の落葉高木で、樹高は5 - 15メートル (m) になる。成木の樹皮は暗灰白色で、細かく縦にはっきりと裂ける。若木の樹皮は濃緑色で、皮目がある。一年枝は暗緑色で、無毛または短毛がある。
葉は奇数羽状複葉で互生し、小葉は5 - 10対あり、長さ3 - 5センチメートル (cm) の卵形で先端は尖り、全縁で、表面は緑色、裏面は緑白色で短毛がありフェルトのようになっている。小葉は、対につくか、交互につくかは変異があるため、個体によりばらつきがある。よく似る植物にイヌエンジュがあるが、イヌエンジュよりも葉は細身で、小葉の枚数は多い。
花期は7 - 8月で、枝先の円錐花序に細かい白色の蝶形花を多数開き、蜂などの重要な蜜源植物となっている。花の咲き方は、ややまばらに咲く。
果期は10 - 11月。豆果の莢は長さ5 - 8 cmで、種子と種子の間が著しく、数珠のように大きくくびれる。枝には豆果が残り、裂開せずに冬でもねばつく。種子はヒヨドリ等の果実食鳥により散布されるため、唐突に雑木として生えてくることもある。
冬芽は葉柄内芽で、膨らんだ葉跡基部に隠れるように一部だけが露出しており、濃褐色の毛に覆われている。仮頂芽はあまり発達せず、測芽は互生する。
また、シダレエンジュ（Styphnolobium japonicum var. pendulum、シノニムSophora japonica var. pendula）という枝垂れる変種があり、公園などに植栽される。
- 樹形。高さは約15メートルになる。
- 幹の樹皮は、細かく縦に裂ける。
- 葉は奇数羽状複葉で、小葉はやや細長い卵形で先端が尖る。
- 花は白色で、花序にややまばらに咲かせる。
- 果実（莢果）がついた枝先。莢は、種子と種子の間が極端にくびれているのが特徴。

## 病虫害
エンジュの幹はカビなかまのさび病菌に寄生されると、こぶ状に膨らむ。

## 利用
街路樹として使われるほか、新芽は茶の代わりに、蕾と種子は染料になる。乾燥させた蕾や莢果は止血作用から伝統薬として使われる。

### 街路樹・庭園木
日本をはじめ、中国や韓国でも街路樹として珍重されている。公園や庭園にも植えられている。韓国の世界遺産のひとつである昌徳宮には、大きなエンジュの木が植えられている。日本では中国での「縁起の良い木」とされるゆえんから、庭木として鬼門の方角や玄関先に植えることがある。

### 薬用
花を乾燥させたものは、槐花（かいか）、蕾を乾燥させたものが槐花米（かいかべい）または槐米（かいべい）という生薬で、止血作用がある。莢を乾燥して生薬にしたものは槐角（かいかく）と称し、止血剤や高血圧に用いられる。花、蕾は6 - 8月、果実は8 - 9月に採集して天日乾燥して調製される。
エンジュに含まれるルチンはサプリメントとして利用されている。抽出されたトロキセルチンは静脈瘤などの静脈疾患用医薬品として海外で利用されることがある。
花・蕾にはルチンを多く含有する。他に、ゲニスタチンとその配糖体のゲニステイン、ケンフェロール、ソフォリコシド(Sophoricoside)などが検出されている。アルカロイドのシチシンを含む。
民間療法では、痔や目の充血に、1日量5グラムの花、蕾、果実を乾燥させたものを600 ㏄の水で煎じて、3回に分けて服用する用法が知られる。熱をとって止血する薬草として知られ、出血が主なときは花や蕾がよく、腫れが主なときは果実がよいといわれている。

### 木材
木質は堅硬で、中国では馬車や荷車、造船にも用いられる重要な木材であった。日本では釿（ちょうな）の柄として用いられるほか、茶筒などの材料とされている。ただし現在「エンジュ」の名で床柱などの美観材として流通しているのは別種のイヌエンジュで、本来のエンジュの方はこの面ではほとんど顧みられていない。

## 文化
エンジュの花言葉は、「上品」「慕情」である。
中国では、周の時代、朝廷の庭にエンジュが植えられていた。朝廷の最高位にある三公はエンジュに向かって座したと言われる。各家庭でも、エンジュは品格の高い木とされ、縁起の良い木として、子供が成長して高位につけることを願って屋敷内に植えられた。三公は三塊（さんかい）といい、大臣のことを槐位（かいい）といった。そのため、エンジュの漢名は「槐」となっている。
日本では、鎌倉時代前期の鎌倉幕府第3代征夷大将軍である源実朝の『金槐和歌集』のタイトルは、実朝が右大臣の位にあったので「槐」の字を用い、さらに鎌倉の金偏をとって「金槐」としている。